# Das Pflichtmandat
Das Pflichtmandat ist die 1973 geschaffene Aufzeichnung des Fernsehens der DDR einer Inszenierung von Ulrich Engelmann in der Kleinen Komödie des Deutschen Theaters Berlin nach dem Bühnenstück The Dock Brief des britischen Schriftstellers und Dramatikers John Mortimer aus dem Jahr 1958.

## Handlung
Der bisher erfolglose Rechtsanwalt Wilfred Morgenhall wird Pflichtverteidiger des Mörders Henry Fowle. Als er sich ihm im Gefängnis vorstellt, kann der mit dem Begriff Anwalt nichts anfangen und bedauert diesen, dass er auf die schiefe Bahn geraten ist. Morgenhall versucht dem Häftling zu erläutern, dass er nur gekommen ist, um ihm zu helfen, jedoch bietet der ihm ebenfalls seine Hilfe an. Morgenhall gesteht zu, im Moment zwar wegen einer vorübergehenden geschäftlichen Flaute einige Probleme zu haben, die sich aber mit dem anstehenden Prozess mit Sicherheit lösen werden. Nun steht für Fowle natürlich die Frage, um was für einen Prozess es denn geht, denn sein eigener ist ihm völlig unwichtig und egal. Außerdem hat er in seiner Gefängniszelle so viele Aufgaben zu erledigen, dass er für solche Sachen gar keine Zeit mehr hat.
Diese Gleichgültigkeit erregt Morgenhall bis aufs Äußerste und er erklärt seinem Mandanten erst einmal den Aufwand, den er leisten musste, um diesen Beruf zu erlernen. Bis in die letzte Einzelheit informiert er Fowle über seine Probleme und Anstrengungen während seines Studiums, wozu auch Lateinunterricht gehörte. Nach bestandener Prüfung beschäftigte er sich in seiner Kanzlei, bis zu seinem ersten Fall, mit dem Lösen von Kreuzworträtseln, was fünf Jahre später, wegen mangelnder Mandanten, immer noch seine Hauptaufgabe war. Als er dann noch erzählt, dass seine Braut während des Krieges im Jahre 1914 als Fahrerin eines Krankentransportwagens durch einen Querschläger getötet wurde, erwidert Fowle, dass er nicht solch ein Glück gehabt hat, denn seine Frau wurde nicht zur Armee eingezogen. Morgenhall betont noch einmal, dass er in dieser Zelle ist, um ihn zu verteidigen, doch Fowle sagt ihm, dass da nichts zu machen ist, denn als ehrlicher Mensch gibt er  zu, seine Frau ermordet zu haben. Nun versucht der Anwalt ihm zu erklären, dass er doch durch ihn als Pflichtverteidiger ausgesucht wurde, als er auf ihn zeigte, was sich aber bei näherer Betrachtung als Versehen herausstellt. Als er Fowle darauf hinweist, dass sein weiteres Leben von diesem Prozess abhängt, denn mit dieser Aufgabe erwartet er den längst fälligen Durchbruch in seinem Beruf, erhält er die Zusage, dass sich Fowle bemühen wird, ihn nicht noch einmal zu enttäuschen, wie er es mit dem Geständnis getan hat.
Nun erzählt Fowle, wie es zu dem Zerwürfnis mit seiner Frau Doris kam. Sie war eine überaus lustige Frau, die über jeden Scherz und Witz lauthals lachen konnte, was ihn aber sehr störte, da er seine Ruhe haben wollte, die er nur bei seinen Wellensittichen fand. Damit sie ihre Lustigkeit weiter ausleben konnte, besorgte er über eine Annonce einen Untermieter, der mit ihr die gleichen Neigungen teilte und mit dem sie gemeinsam viel lachen konnte. Als deren Verhältnis immer enger wurde, hatte Fowle bereits die Hoffnung, dass beide ihn gemeinsam verlassen würden und er endlich allein wäre, doch eines Tages hatte Doris den Untermieter aus der Wohnung geschmissen, da der ihr zu nahekam. So hatte Wilfred wieder seine Frau den ganzen Tag mit ihrer Lustigkeit allein am Hals. Da diese Geschichte dem Anwalt nicht weiterhilft, konstruiert er nun eine Gerichtsverhandlung, in der Fowle den Richter darstellt und in der er seine Taktik recht praxisnah ausprobieren will. Morgenhall steigert sich so in die Geschichte hinein, dass er am Ende denkt, die Verhandlung sei wirklich so verlaufen. Erst Fowle macht ihn mit Nachdruck darauf aufmerksam, dass es nur eine Übung war, was ihn sehr enttäuscht, jedoch ans Aufgeben will er nicht denken. Doch die blitzartige Erleuchtung, wie es weitergehen soll, lässt auf sich warten, weshalb beide noch verschiedene Varianten einer Gerichtsverhandlung durchspielen, bei denen Fowle immer die Rolle der jeweiligen Zeugen übernehmen muss.
Die Stunde der Verhandlung kommt und danach sucht Fowle in seiner Zelle den Anwalt zu trösten, da dieser für seinen Pflichtmandanten keinen Freispruch erreichen konnte. Für Morgenhall bricht eine Welt zusammen, denn diesen Prozess, in den er so viel Hoffnung setzte, hat er verloren. Doch er will nicht aufgeben und hat die Absicht in Berufung zu gehen, was der Verurteilte aber strikt ablehnt. Das wiederum irritiert den Anwalt, doch steigert er sich theoretisch schon wieder in die Berufungsverhandlung hinein, bis Fowle ihm klarmacht, dass dieser Aufwand keinen Sinn hat. Obwohl er am Morgen Morgenhall versprechen musste, ihm weitere Enttäuschungen zu ersparen, kommt er jetzt nicht umhin, die Wahrheit zu sagen, die der Anwalt unbedingt wissen will: Nach der Gerichtsverhandlung wird Fowle zum Gefängnisdirektor gerufen, der ihm eröffnet, dass er durch einen Gnadenakt die sofortige Freiheit erlangt, mit der Begründung, dass der Pflichtanwalt bereits sehr alt und unbrauchbar war, dass er kein einziges Wort zur Entlastung des Angeklagten äußerte und dieser somit völlig ohne Verteidigung war.
Da Fowle schon das Aussehen eines Verbrechers hat, schöpft Morgenhall bei aller Enttäuschung die Hoffnung, dass dieser eines Tages wieder eine Straftat begeht und er dann wieder dessen Anwalt sein kann.

## Produktion und Veröffentlichung
Die Übersetzung erfolgte durch Marianne de Barde und Hanns A. Hammelmann, die Liedtexte stammen von Maik Hamburger und Klaus Wischnewski war Mitarbeiter in der Dramaturgie. Das Bühnenbild schuf Falk von Wangelin.
Das Schauspiel erlebte am 10. April 1972 in der Kleinen Komödie des Deutschen Theaters Berlin seine Premiere und wurde am 21. Februar 1973 im 1. Programm des Fernsehens der DDR ausgestrahlt.

## Kritik
In der Neuen Zeit bemerkte Helmut Ullrich über die Theaterpremiere, dass man das Stück unter verschiedenen Gesichtspunkten betrachten kann, wobei einer die Möglichkeit für zwei Schauspieler ist, es einfach als Angebot zu nehmen, ihre brillante komödiantische Kunst zu entfalten. Und er schreibt weiter:

„Unter letzterem Gesichtspunkt aber ist die Aufführung in der Kleinen Komödie des Deutschen Theaters vornehmlich zu würdigen, wo Bühnenbildner Falk von Wangelin die Gefängniszelle, in der des ehrenwerten Pflichtverteidigers Beratungen mit ‚seinem‘ Mörder stattfinden, als Zelt aufgebaut hat und wo unter der präzisen Regie von Ulrich Engelmann, der auf Mortimers Ganz-, Halb-, Zwischen- und Untertöne sich trefflich verstanden hat, die Herren Reimar Joh. Baur und Jürgen Holtz agieren.“

Ernst Schumacher von der Berliner Zeitung äußert sich über die Premiere im Deutschen Theater wie folgt: 

„Logik und Verlauf dieser Komödie sind recht eigentlich aberwitzig, verlieren sich vom Menschlichen ins Allzumenschliche, streifen das Skurrile und bohren doch ständig an brüchigen Stellen von unser aller Existenz herum, auch wenn die Geschichte scheinbar ganz ausgefallen ist.“

In der Kritik des Neuen Deutschland über die Theaterpremiere schrieb Rainer Kerndl:

„Der junge Regisseur Ulrich Engelmann läßt die urkomische Psychologie der zwei Figuren als Material für die Hervorkehrung zweier so üppig wie genau gespielter Individualitäten benutzen. Er begibt sich an die Grenze der Charakterkomödie, ohne auch nur in etwa die grotesken Situationen, die bis ans Clowneske reichenden Rollen zu glätten. Baur und Holtz kosten alle Chancen des Stückes weidlich aus, ohne Ihre Figuren dem Nur-Grotesken preiszugeben. Sie bleiben liebenswert und sympathisch, bewirken ironisches Mitleid und heitere Verblüffung, sind als Schauspieler so souverän wie ihre Figuren urkomisch weltfremd, täppisch oder von linkisch-vertrackter Pfiffigkeit sind.“